# Domingo Pérez (kommunhuvudort)
Domingo Pérez är en kommunhuvudort i Spanien.   Den ligger i provinsen Toledo och regionen Kastilien-La Mancha, i den centrala delen av landet, 80 km sydväst om huvudstaden Madrid. Domingo Pérez ligger 498 meter över havet och antalet invånare är 501.
Terrängen runt Domingo Pérez är platt åt nordost, men åt sydväst är den kuperad. Terrängen runt Domingo Pérez sluttar västerut. Runt Domingo Pérez är det ganska glesbefolkat, med 38 invånare per kvadratkilometer. Närmaste större samhälle är Torrijos, 18,9 km öster om Domingo Pérez. Trakten runt Domingo Pérez består till största delen av jordbruksmark.